# Біратнагар
Біратнагар (неп. बिराटनगर) — місто в Непалі, адміністративний центр округу Моранґ. Третє за населенням місто Непалу. У ньому розвиваються такі види господарства як виробництво шовку, одягу, джуту, пальмової олії тощо.

## Клімат
Місто знаходиться у зоні, котра характеризується вологим субтропічним кліматом. Найтепліший місяць — червень із середньою температурою 28.6 °C (83.5 °F). Найхолодніший місяць — січень, із середньою температурою 16 °С (60.8 °F).
| Клімат Біратнагара      | Клімат Біратнагара | Клімат Біратнагара | Клімат Біратнагара | Клімат Біратнагара | Клімат Біратнагара | Клімат Біратнагара | Клімат Біратнагара | Клімат Біратнагара | Клімат Біратнагара | Клімат Біратнагара | Клімат Біратнагара | Клімат Біратнагара | Клімат Біратнагара |
| Показник                | Січ.               | Лют.               | Бер.               | Квіт.              | Трав.              | Черв.              | Лип.               | Серп.              | Вер.               | Жовт.              | Лист.              | Груд.              | Рік                |
| Середня температура, °C | 16                 | 18,1               | 22,8               | 26,7               | 27,9               | 28,6               | 28,2               | 28,4               | 27,8               | 26,1               | 21,7               | 17,6               | 24,2               |
| Норма опадів, мм        | 11.1               | 10.6               | 17.3               | 43.9               | 121.5              | 268.4              | 440.9              | 291.3              | 246.6              | 84.1               | 8.7                | 5.4                | 1549.8             |
| Днів з опадами          | 0,7                | 0,8                | 1,2                | 2,9                | 5,6                | 10,1               | 15,4               | 11,6               | 8,4                | 2,8                | 0,4                | 0,2                | 60,1               |
| Вологість повітря, %    | 73.4               | 68.2               | 55.5               | 60.5               | 69.5               | 77.9               | 83.2               | 83.8               | 83.7               | 79                 | 73                 | 73                 | 73.4               |
| ----------------------- | ------------------ | ------------------ | ------------------ | ------------------ | ------------------ | ------------------ | ------------------ | ------------------ | ------------------ | ------------------ | ------------------ | ------------------ | ------------------ |
| Джерело: Weatherbase    |                    |                    |                    |                    |                    |                    |                    |                    |                    |                    |                    |                    |                    |